# كوكب عملاق

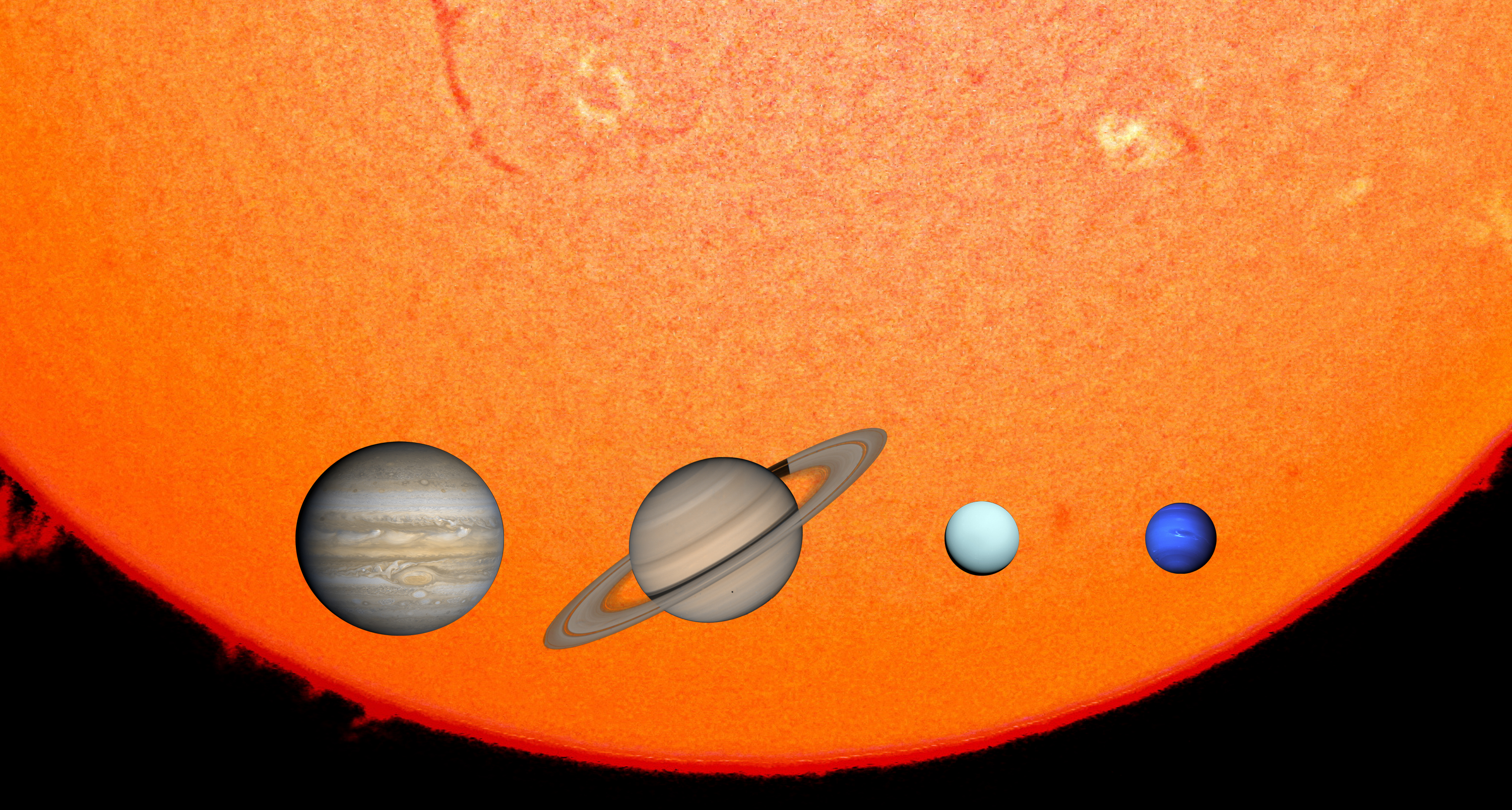
الكواكب العملاقة الأربعة في النظام الشمسي مقارنةً بالشمس.

كتل الكواكب العملاقة في النظام الشمسي.

يُطلق مصطلح الكوكب العملاق على أي كوكب كبير الحجم. تتكون هذه الكواكب بشكل أساسي من مواد ذات درجة غليان منخفضة (كالغازات أو الجليد) بدلًا من الصخور أو المواد الصلبة، ولكن هذا لا يمنع وجود كواكب عملاقة مكونة من مواد صلبة. وتوجد في النظام الشمسي أربعة كواكب عملاقة وهي: المشتري، وزحل، وأورانوس، ونبتون. وقد اكتشف العلماء العديد من الكواكب العملاقة خارج النظام الشمسي تدور حول نجومٍ أخرى.
تسمى الكواكب العملاقة أحيانًا بكواكب جوفيان نسبةً لكوكب المشتري، وتُعرف أيضًا بالعمالقة الغازية. ولكن يطلق العديد من علماء الفلك مصطلح العمالقة الغازية على المشتري وزحل فقط، بينما يصنفون أورانوس ونبتون تحت مسمى العمالقة الجليدية كونهما يختلفان في تركيبهما. قد يكون كلا المصطلحين غير صحيح، لأن جميع الكواكب العملاقة تتكون بشكل أساسي من السوائل فوق الحرجة حيث لا يوجد حد فاصل بين السائل والغاز. ويُعتبر غاز الهيدروجين وغاز الهليوم من المكونات الأساسية للمشتري وزحل، بينما الماء والأمونيا والميثان هي المكونات الأساسية لـ أورانوس ونبتون.
إن الفرق بين القزم البني صغير الكتلة والعملاق الغازي ما يزال موضع نقاش. وإن بعض الفرضيات مبنية على الاختلاف في التركيب، بينما تستند أخرى إلى الاختلاف في الخصائص الفيزيائية للباطن. جانب من هذا النقاش يهتم بما إذا كانت الأقزام البنية قد شهدت اندماجًا نوويًا في مرحلةٍ ما من حياتها.

## مصطلحات

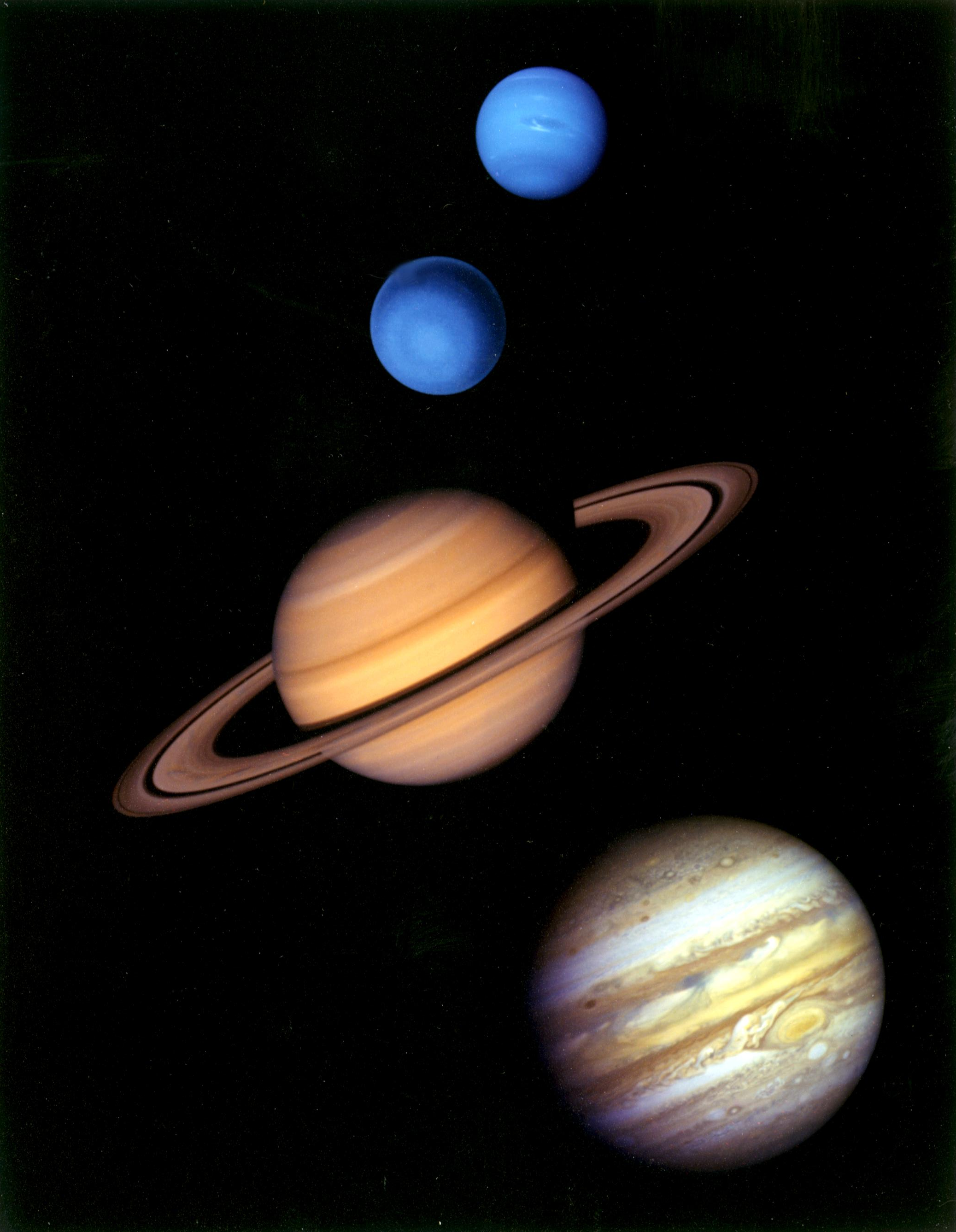
العمالقة الغازية الأربعة في النظام الشمسي، من الأعلى: نبتون، أورانوس، زحل، المشتري.

أول من أطلق مصطلح العملاق الغازي هو كاتب الخيال العلمي جيمس بليش في عام 1952، وكان في الأصل يُستخدم للإشارة إلى جميع الكواكب العملاقة. يمكن القول أن هذه التسمية مضللة، حيث أن معظم هذه الكواكب ضغطها عالي ولذلك لا تكون في الحالة الغازية. باستثناء المواد الصلبة في النواة وطبقات الغلاف الجوي العلوية، فإن درجة حرارة بقية المساحة أعلى من الدرجة الحرجة حيث لا يمكن التمييز بين السائل والغاز. ويبدو أن مصطلح (الكوكب السائل) أكثر دقة. يحتوي المشتري على طبقة من الهيدروجين المعدني بالقرب من مركزه، ولكن أغلبه يتكون من غاز الهيدروجين والهيليوم والقليل من الغازات الأخرى فوق درجاتها الحرجة. ما تم ملاحظته هو أن الأغلفة الجوية لهذه الكواكب رقيقة (أقل من وحدة عمق ضوئي واحدة) مقارنة بنصف القطر، حيث تمتد بنسبة 1% فقط للمركز، مما يجعل الأجزاء التي يمكن ملاحظتها غازية، نقيضًا للمريخ والأرض حيث يتكون غلافهما الجوي من غازات يمكن رؤية الأديم من خلالها.
مازال هذا المصطلح المضلل شائعًا بسبب استخدام علماء الكواكب مفردات مثل صخري، وغازي، وجليدي تعبيرًا عن العناصر والمركبات المكونة للكواكب بغض النظر عن حالتها الفيزيائية. ويشار في النظام الشمسي الخارجي إلى الهيدروجين والهليوم كغازات، أما الماء والميثان والأمونيا تُصنف كجليد، بينما تُصنف السيليكات والمعادن كصخور. ونظرًا إلى المكونات الداخلية للكواكب، يمكن القول إن ما يقصده علماء الفلك بالجليد هما الأكسجين والكربون، أما الصخور تشير إلى السيليكون، والغازات يُقصد بها الهيدروجين والهيليوم. وإن الفروقات الكثيرة التي تميز أورانوس ونبتون عن المشتري وزحل أدت إلى استخدام هذا المصطلح للإشارة إلى الكواكب الشبيهة للمشتري وزحل. بأخذ هذا المصطلح بعين الاعتبار، صنّف بعض علماء الفلك أورانوس ونبتون كعمالقة جليدية لاحتوائهما على جليد الماء بشكلٍ كبير في التركيب الداخلي.
يعود المصطلح البديل (كوكب جوفيان) إلى المشتري (جيوبيتر) كبير آلهة الرومان، ويستخدم للإشارة إلى الكواكب الشبيهة للمشتري.
يُطلق مصطلح الأقزام البنية على الأجرام الكبيرة بما يكفي لبدء اندماج الديوتيريوم (أي أعلى من 13 كتلة مشتري للتكوين الشمسي). وتتراوح أحجامها بين الكواكب العملاقة وأصغر النجوم حجمًا. وتعتبر قاعدة (13 كتلة مشتري MJ) قاعدة تقريبية وليست قاعدة فيزيائية دقيقة. وتحرق الأجرام الكبيرة معظم محتواها من الديوتيريوم، بينما تحرق الأجرام الصغيرة القليل، وتقع قيمة 13MJ بينهما. لاتعتمد كمية الديوتيريوم المحترق على الكتلة فقط بل على تكوين الكوكب أيضًا، خاصة كمية الهيليوم والديوتيريوم التي يحتوي عليها الكوكب. وتتضمن موسوعة الكواكب خارج النظام الشمسي أجرامًا قد تبلغ كتلها ضعف المشتري بـ25 مرة، وأما مستكشف بيانات الكواكب خارج النظام الشمسي يحتوي على أجرامٍ قد تبلغ كتلها ضعف المشتري بـ24 مرة.

## الوصف

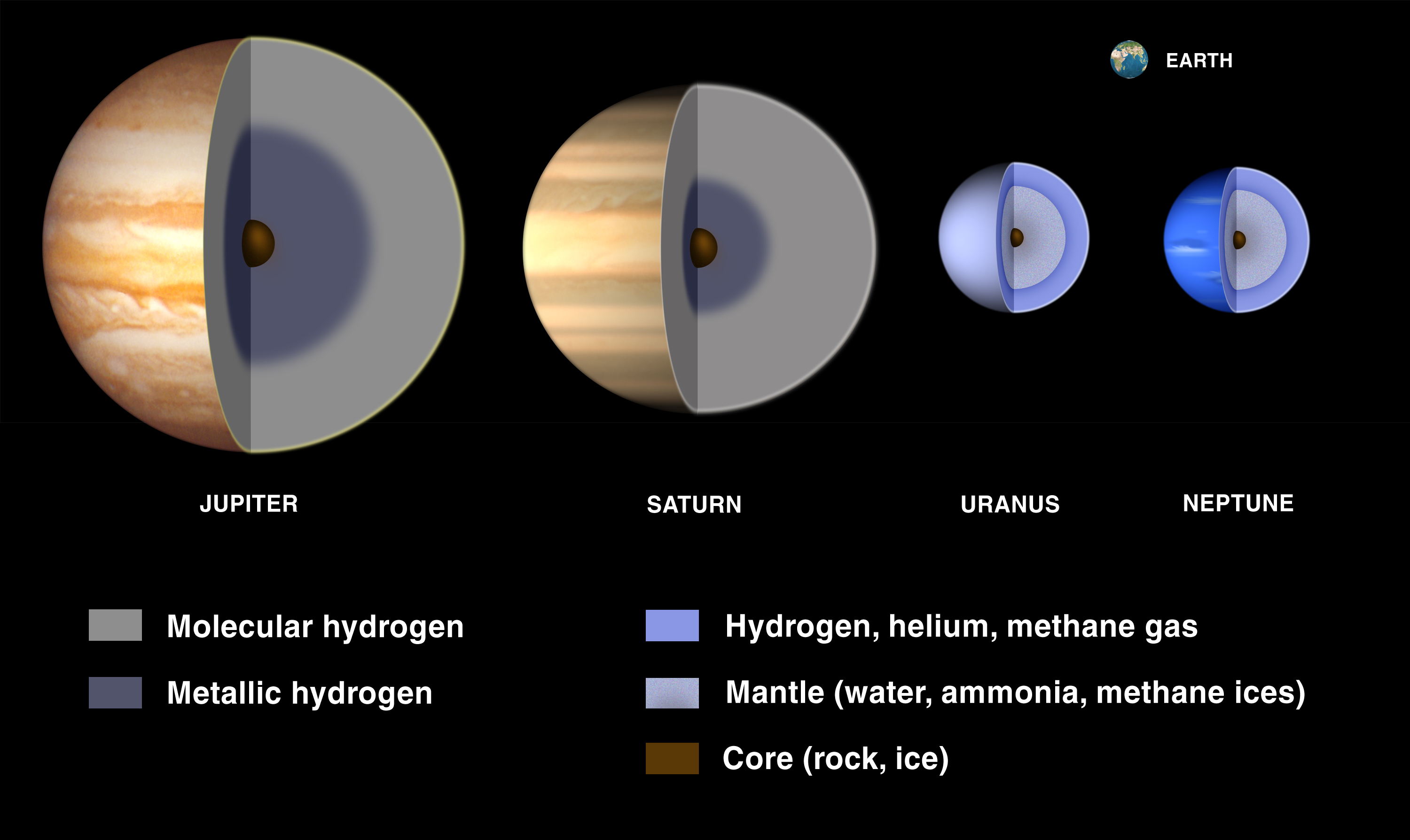
نموذج يوضح التركيب الداخلي للكواكب العملاقة. يظهر المشتري بنواة صخرية مغطاة بطبقة سميكة من الهيدروجين المعدني.

الكوكب العملاق هو كوكب ضخم يحتوي على غلاف جوي سميك من الهيدروجين والهيليوم. وقد يكون مركز هذه الكواكب مكوّن من مواد كثيفة ومنصهرة من العناصر الصخرية، وإذا كانت درجة حرارة الكوكب عالية بما يكفي، يمكن أن يكون المركز منصهر تمامًا ومنتشر في جميعِ أنحاء الكوكب. وتتكون معظم كتل الكواكب العملاقة المتعارف عليها كالمشتري وزحل - والتي يطلق عليها العمالقة الغازية - من الهيدروجين والهيليوم، بينما يكوّن هذان الغازان الغلاف الخارجي فقط لأورانوس ونبتون، حيث يتألف معظم كتلتيهما من الماء، والأمونيا، والميثان. ولذلك يطلق عليهما العمالقة الجليدية.
و يمكن اكتشاف الكواكب العملاقة الخارجية والتي تدور بالقرب من نجومها بسهولة أكبر. كما يطلق على هذه الكواكب مصطلح المشتري الحار ونبتون الحار لشدة حرارة أسطحها. وكانت الكواكب المشتراوية الحارة أكثر الكواكب الخارجية شيوعًا لسهولة اكتشافها بواسطة الأجهزة الأرضية إلى أن ظهرت التلسكوبات الفضائية.
ويقال إن الكواكب العملاقة لا تحتوي على أسطحٍ صلبة، ولكن من الدقة أن نقول أنها لا تحتوي على أسطح من الأساس، لأن الغازات التي تكونها تصبح أقل كثافة كلما ابتعدت عن المركز، وبذلك لا يمكن تمييزها عن المواد المكونة لما بين الكواكب. بالتالي إمكانية الهبوط على الكواكب العملاقة تعتمد على حجمها وتركيب نواتها.

## الأنواع

### العمالقة الغازية

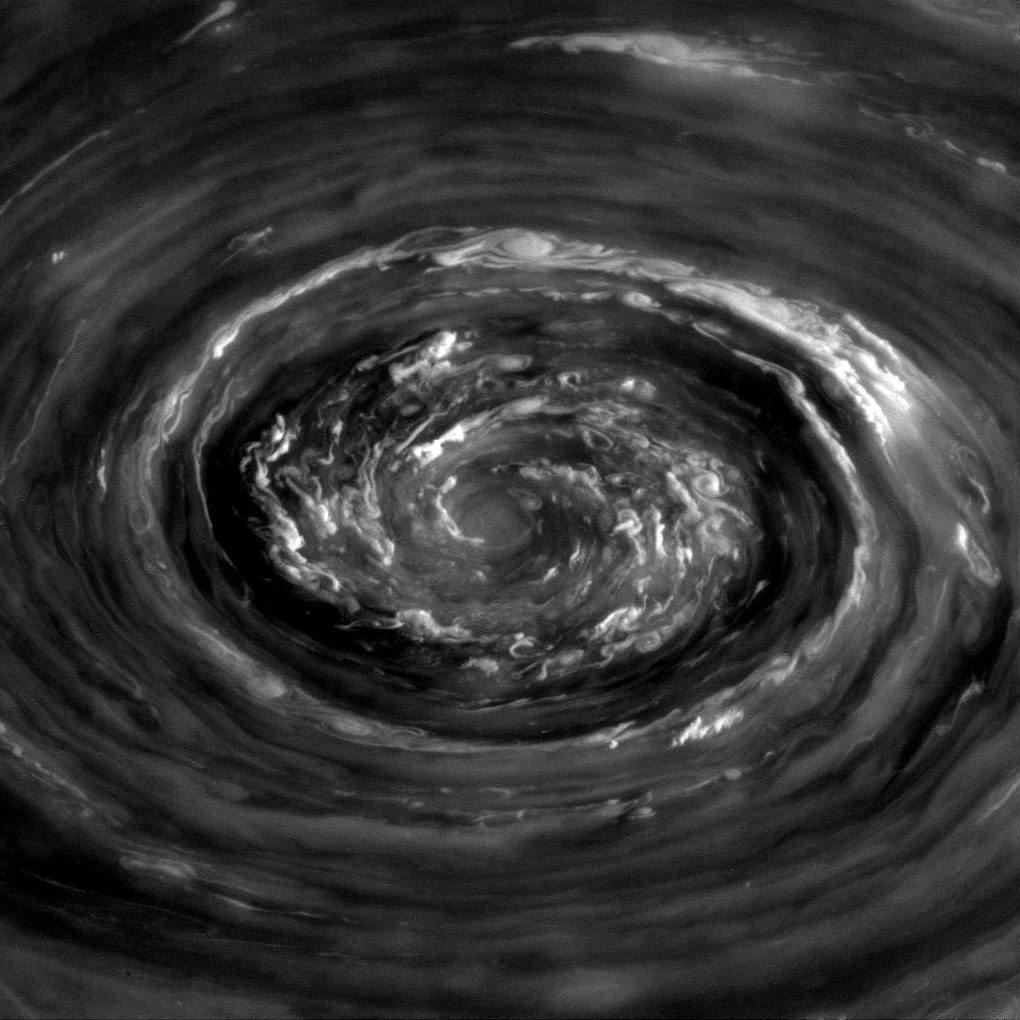
دوامة القطب الشمالي لزحل.

تتكون العمالقة الغازية من الهيدروجين والهيليوم بنسبة كبيرة. وتحتوي العمالقة الغازية في النظام الشمسي -زحل والمشتري- على عناصر أثقل تشكل حوالي 3-13% من كتلتيهما. ويعتقد الباحثون أن العمالقة الغازية تحتوي على نواة منصهرة بتركيب صخري وتحيطها طبقة من الهيدروجين الفلزي السائل وطبقة خارجية من جزيئات الهيدروجين.
ويحتوي غلاف المشتري وزحل الخارجي والذي يتكون من الهيدروجين، على طبقاتٍ من سحبٍ واضحة تتكون من الماء والأمونيا. ويطلق على الهيدروجين المكوّن للطبقة التي تشكل معظم هذين الكوكبين بالهيدروجين المعدني بسبب تحول الهيدروجين لموصل كهربائي نتيجة الضغط العالي. ويعتقد العلماء أن النواة تتكون من عناصر صلبة تحت درجة حرارة تصل إلى 20000k وضغطٍ ما زالت خصائصه غامضة.

### العمالقة الجليدية
تختلف العمالقة الجليدية اختلافًا واضحًا في تركيبها عن العمالقة الغازية. تتكون العمالقة الجليدية في النظام الشمسي -أورانوس ونبتون- من غلاف جوي غني بالهيدروجين يمتد من السحب العليا إلى حوالي 80% من نصف قطر أورانوس أو 85% من نصف قطر نبتون. وتتكون في معظمها من الجليد كجليد الماء، والميثان، والأمونيا. وتحتوي أيضًا على بعض الصخور والغازات، وقد تحاكي نسبٌ مختلفة من الجليد والصخور والغازات الجليد النقي في تركيبها، لذلك إن المقدار الدقيق لهذه النسب ما زال مجهولًا.
ويتكون كل من أورانوس ونبتون من طبقاتٍ ضبابية تحتوي على كمياتٍ قليلة من الميثان، مما يمنحها لون الزبرجد كالأزرق الفاتح لأورانوس والأزرق الغامق لنبتون. ويحتوي كلاهما على حقول مغناطيسية منحرفة تمامًا عن محوري دورانهما.
وعلى نقيض الكواكب العملاقة الأخرى، يميل أورانوس ميلانًا محوريًا حادًا ينتج عنه تغييرات موسمية شديدة الوضوح. وتوجد فروقات بسيطة ولكنها مهمة بين أورانوس ونبتون. يحتوي أورانوس على كمية أكبر من الهيدروجين والهيليوم بالرغم من صغر حجمه مقارنةً بنبتون. ولكن نبتون أكثر كثافة، وذو حرارة داخلية أعلى، وغلاف جوي أكثر نشاطًا. ويشير نموذج نيس إلى أن نبتون في مرحلة تشكله كان أكثر قربًا من الشمس من أورانوس، لذلك يحتوي نبتون على عناصر أثقل.

### كواكب عملاقة صخرية
توجد كواكب عملاقة صخرية أيضًا. فعلى سبيل المثال، يتكون معظم كوكب كبلر-10سي من الصخور وبنسبة تصل إلى 20% من جليد الماء تحت ضغطٍ عالٍ، ومع ذلك يحيط به غلاف يشكل فيه الهيدروجين نسبة كبيرة جدًا.
و قد تتشكل الكواكب العملاقة الصخرية التي تصل أحجامها إلى آلاف أضعاف كتلة الأرض، على مقربة من نجومٍ عملاقة مثل نجوم من نوع B وO ذات أحجام تتراوح بين 5 إلى 120 كتلة شمسية، حيث يحتوي القرص الكوكبي الأولي على قدرٍ كافٍ من العناصر الثقيلة. وتنبعث من هذه النجوم أشعة فوق البنفسجية وريح نجمية مما قد يؤدي إلى إزالة الفوتونات ذات الطاقة العالية من غاز القرص الكوكبي الأولي وترك العناصر الثقيلة فقط. وتعادل كتلة نبتون ضعف كتلة الأرض بـ17 مرة، أما المشتري يعادل 318 ضعف كتلة الأرض، بينما تعادل قيمة 13 كتلة مشتري التي يستخدمها الإتحاد الفلكي الدولي للتعريف بكوكب خارج النظام الشمسي ما يقارب 4000 ضعف كتلة الأرض.

## كواكب عملاقة خارج المجموعة الشمسية

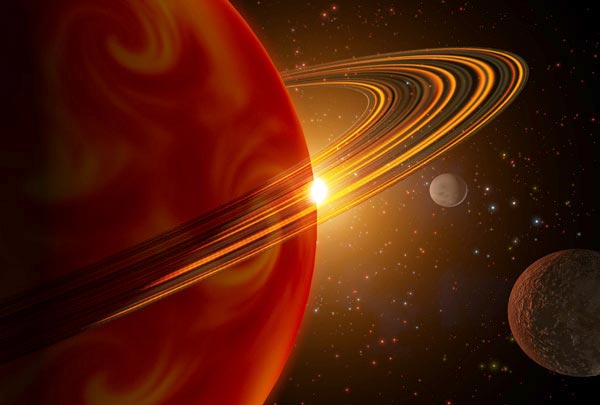
صورة تخيلية لكوكب 79 Ceti b أول كوكب عملاق خارجي يتم اكتشافه بكتلة أدنى أقل من زحل.

مقارنة بين أحجام الكواكب بكتلة معينة وتكوين مختلف.

إن أحجام العديد من الكواكب الخارجية التي تم اكتشافها حتى الآن تقارب أحجام الكواكب العملاقة في النظام الشمسي، ويعود ذلك لمحدودية الطرق المتاحة حاليًا لاكتشاف كواكب خارج النظام الشمسي. ويعتقد البعض أن مصطلح كوكب جوفيان أكثر دقة لتشابه خصائص هذه الكواكب مع كوكب المشتري أكثر من تشابهها مع الكواكب العملاقة الأخرى. وإن بعض هذه الكواكب من نوعٍ لا يوجد في النظام الشمسي؛ فالكثير من الكواكب العملاقة الخارجية تدور على مقربة من نجومها مما يجعل درجة حرارتها أعلى من درجة حرارة عمالقة النظام الشمسي. وسيكون اكتشاف كوكب صخري أضخم من المشتري أمرًا مثيرًا للدهشة نظرًا إلى الوفرة النسبية للعناصر الكيميائية في الكون، والتي يشكل فيها الهيدروجين والهيليوم ما يقارب 98%. ومن ناحية أخرى، يشير نموذج تشكيل وتطور الكواكب إلى أنه لا يمكن تشكّل الكواكب العملاقة على مسافة قريبة من نجومها كما هو الحال مع الكواكب العملاقة الخارجية التي تدور بالقرب من نجومها.

## الغلاف الجوي
تظهر الخطوط في غلاف المشتري الجوي بسبب سير ما يسمى بالنطاقات والحزم في اتجاهات متعاكسة، وتطوّق النطاقات والحزم الكوكب بالتوازي إلى خط الاستواء. النطاقات هي الخطوط الفاتحة وتمثل الطبقة العليا من الغلاف الجوي، كما أنها مناطق ذات ضغطٍ عالٍ ولها تيار داخلي صاعد. أما الحزم فهي الخطوط الداكنة وتمثل الطبقة السفلى من الغلاف، وهي مناطق ذات ضغط منخفض لها تيار هابط. إن هذه البنية مماثلة لخلايا الضغط العالي والمنخفض في الغلاف الجوي للأرض، إلا أن لها تركيب مختلف تمامًا، حيث تحيط المشتري خطوط عرض بدلًا من خلايا صغيرة ومحدودة من الضغط. ويبدو أن هذا نتيجة لسرعة دورانه وتناسقه الغامض. ولا يملك المشتري كتل محيطات أو أراضٍ ليتم إنتاج حرارة، كما أن سرعة دورانه أكبر بكثير من سرعة دوران الأرض.
ويحتوي المشتري على تكوينات صغيرة كبقعٍ مختلفة الأحجام والألوان. وأبرز ما يميز المشتري هي البقعة الحمراء العظيمة الموجودة منذ ما لا يقل عن 300 عام. إن هذه التكوينات هي عواصف ضخمة، وبعض هذه البقع عبارة عن سحب ركامية.